# 주요 주제를 통해서 본 복음서들의 신학
《주요 주제를 통해서 본 복음서들의 신학》은 한들출판사에서 출판한 복음서 해설서이다. 저자는 김득중 전 감리교신학대학교 교수이며,《복음서신학》(1985년, 컨콜디아)의 개정증보판이다. 13가지 주제 해설을 통해, 복음서 저자들의 신학을 비교분석한 것이 특징이다. 즉, 복음서 저자들을 예수의 행적과 가르침을 신학적으로 해석한 신학자로 본 것이다.

## 차례
- 제1장 예수의 족보를 통해 본 마태와 누가의 신학
- 제2장 탄생 설화를 통해 본 마태 교회와 누가 교회의 배경
- 제3자 예수의 첫 이적을 통해 본 복음서들의 신학
- 제4장 베드로 상을 통해 본 복음서들의 신학
- 제5장 수난 설화에 나타난 반유대교적 - 친로마적 변증
- 제6장 십자가 최후 발언을 통해 본 복음서들의 신학
- 제7장 마태복음의 치료자 예수 상
- 제8장 마가복음의 반성전신학
- 제9장 누가복음의 성령론: 선교의 능력으로서의 성령
- 제10장 요한복음에 나오는 "사랑하는 제자"의 정체
- 제11장 세례 요한 종파와의 메시야 논쟁
- 제12장 젤롯당 지도자 예수가 하나님의 아들 그리스도로!
- 제13장 복음서들의 여성관